# Austin Amelio
Austin Amelio (* 27. April 1988 in Austin, Texas) ist ein US-amerikanischer Schauspieler. Bekanntheit erlangte er durch die Rolle des Dwight aus der Fernsehserie The Walking Dead.

## Leben und Karriere
Austin Amelio stammt aus dem US-Bundesstaat Texas und ist seit 2010 als Schauspieler aktiv. Er ist begabter Skateboarder. Nach Auftritten in einigen Kurzfilmen, erlangte er vor allem durch die Rolle des Dwight aus den Fernsehserien The Walking Dead sowie Fear The Walking Dead Bekanntheit, den er seit 2015 spielt. Eine Nebenrolle übernahm er 2016 in Richard Linklaters College-Film Everybody Wants Some!! und war ein Jahr darauf im Filmdrama Song to Song zu sehen.

## Filmografie (Auswahl)
- 2010: Potluck (Kurzfilm)
- 2014: Over Again (Kurzfilm)
- 2014: Wind & Rain
- 2015: West Texas (Kurzfilm)
- 2015–2018: The Walking Dead (Fernsehserie, 22 Episoden)
- 2016: The Free World
- 2016: Everybody Wants Some!!
- 2017: Cabin Crew
- 2017: Song to Song
- 2019–2023: Fear The Walking Dead (Fernsehserie, 36 Episoden)
- 2019: Mercy Black
- 2020: No Future
- 2020: Stumptown (Fernsehserie, Episode 1x02)
- 2020: Holler
- 2023: A Killer Romance
- 2025: Bunnylovr